# Bramming-Tønder-banen
Bramming-Tønder-banen er jernbanen mellem Bramming og Tønder. Alle tog udgår fra eller ender i Esbjerg. Driften varetages siden 2003 af Arriva.

## Historie
Efter vedtagelsen af Lunderskov-Esbjerg-banen blev det besluttet at Ribe skulle have bedre trafikforbindelser efter tabet af opland efter krigen i 1864. Med lov af 16. april 1873 blev der stadfæstet anlæg af en bane fra Bramming til byen. Banen blev åbnet den 1. maj 1875.
Banen sydfra til Bredsted blev åbnet den 17. oktober og resten af banen fra Bredsted over grænsen til Ribe blev indviet den 15. november 1887. Fra tysk side var der tale om en forlængelse af Marskbanen fra Elmshorn, hvor første del til Glückstadt blev åbnet i 1844 og fra 1886 blev banen trinvis videreført nordpå. Da lovgivning på den danske side ikke kunne komme på plads, på grund af uoverensstemmelse imellem rigsdagen og regeringen i provisorietiden, trak vedtagelse og anlæg af banen ud. Lovforslaget blev første gang fremsat i samlingen 1881/82. Først da erhvervsmanden C.F. Tietgen påtog sig en del af anlægsarbejdet, der fik en koncession til anlægget af banen via en kongelige resolution, kom der gang i byggeriet. Driften blev varetaget af DSB og den 1. juli 1896 blev anlægget overdraget til DSB efter at Forfatningskampen var stillet af.
Indtil 1920 passerede banen den dansk-tysk grænse ved Vedsted/Hviding. Den tyske station Hviding og den danske station Vedsted havde fælles banegårdsbygning, en af Europas længste. Der blev senere indrettet statshospital i bygningen, som findes endnu. Banegården er afløst af Hviding trinbræt lidt længere mod syd.

## Stationer
- Bramming Station (Bm), forbindelse til Lunderskov-Esbjerg-banen og Diagonalbanen til Grindsted (tidligere Brande-Silkeborg-Randers
- Sejstrup Station (Sej)
- Gredstedbro Station (Gs)
- tidligere Farup Trinbræt (Fap), nedlagt i 1971
- Ribe Nørremark Station (Rbn), åbnet i 1985
- Ribe Station (Rb)
- Hviding Station (Vd) tidligere Vedsted/Hvidding
- Rejsby Station (Rej)
- Brøns Station (Brr)
- Skærbæk Station (Æk)
- Døstrup Sønderjylland Station (Ds)
- Bredebro Station  (Bw) Fra 1888 udgik en sidebane til Løgumkloster med mellemstation i Ellum. I 1927 blev den tidligere amtsbane ombygget til en normalsporet statsbane mellem Rødekro og Løgumkloster og hele strækningen fra Bredebro til Rødekro blev allerede i 1936 nedlagt.
- Visby Station (Vis)
- Tønder Nord Station (Trn)
- Tønder Station (Tdr), forbindelse til Marskbanen mod Nibøl, Tønder-Tinglev-banen og tidligere til Tønder-Højerbanen

## Trafik
Fra januar 2003 betjenes strækningen af Arriva med tog til/fra Esbjerg. Derudover der er nogle få gange om ugen godstog til/fra Grindsted.